# William Bradley-King
William Bradley-King (Kansas City, 22 dicembre 1997) è un giocatore di football americano statunitense che milita nel ruolo di defensive end per i New England Patriots della National Football League (NFL).

## Carriera

### Washington Football Team/Commanders
Bradley King al college giocò a football alla Arkansas State University (2016-2019) e a Baylor (2020). Fu scelto nel corso del settimo giro (240º assoluto) nel Draft NFL 2021 dal Washington Football Team. Nella sua stagione da rookie disputò 3 partite, nessuna delle quali come titolare, con 5 tackle e 0,5 sack.

### New England Patriots
Il 18 ottobre 2023 Bradley-King firmò con la squadra di allenamento dei New England Patriots.